# Groß Kummerfeld
Groß Kummerfeld – gmina w Niemczech w kraju związkowym Szlezwik-Holsztyn, w powiecie Segeberg, wchodzi w skład urzędu Boostedt-Rickling.